# 迪塞苏勒吕德
迪塞苏勒吕德（法語：Dissé-sous-le-Lude，法語發音：[dise su lə lyd]，意为“勒吕德下方的迪塞”）是法国萨尔特省的一个旧市镇，属于拉弗莱什区。2019年，迪塞苏勒吕德与市镇勒吕德合并为新的勒吕德。

## 地理
迪塞苏勒吕德（47°36'32"N, 0°9'18"E）面积22.37 平方千米，位于法国卢瓦尔河地区大区萨尔特省，该省份为法国西北部内陆省份，北起顺时针与奥恩省、厄尔-卢瓦省、卢瓦-谢尔省、安德尔-卢瓦尔省、曼恩-卢瓦尔省和马耶讷省接壤，是法国大西部的入口，连接卢瓦尔河谷、布列塔尼和巴黎盆地。
与迪塞苏勒吕德接壤的市镇（或旧市镇、城区）包括：勒吕德、萨维涅苏勒吕德、布罗、希涅。

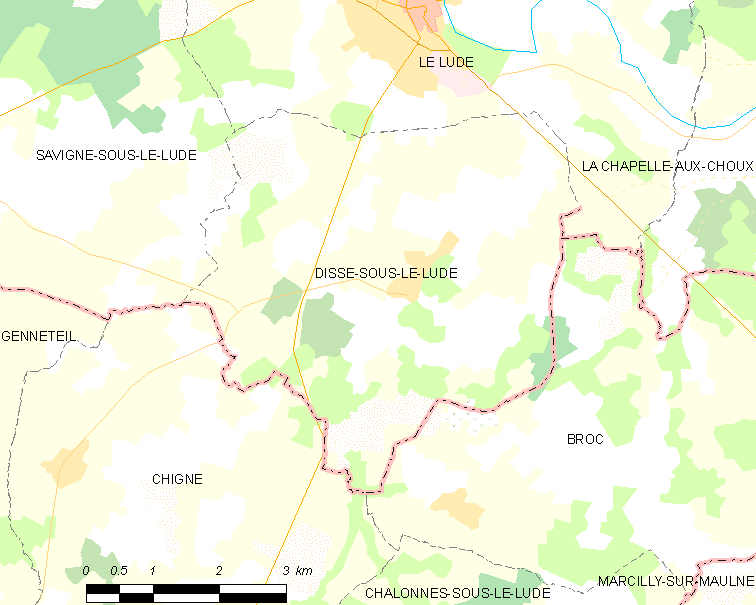
迪塞苏勒吕德的OSM定位图

迪塞苏勒吕德的时区为UTC+01:00、UTC+02:00（夏令时）。

## 行政
迪塞苏勒吕德的邮政编码为72800，INSEE市镇编码为72117。

## 政治
迪塞苏勒吕德所属的省级选区为勒吕德县。

## 人口

1962-2008年间迪塞苏勒吕德人口变化图示

迪塞苏勒吕德于2018年1月1日时的人口数量为539人。